# Alexander Ypsilantis (1725-1805)
Alèxandros Ypsilantis (Costantinopoli, 1725 – Costantinopoli, 13 gennaio 1805) è stato un principe e politico ottomano.
Appartenante ad una delle principali famiglia fanariote, quella degli Ypsilanti, fu dragomanno per gli Ottomani, divenne nel 1774 ospodaro di Valacchia. Si trovò a fronteggiare una crisi che inghiottiva il Paese, così introdusse una rigida giustizia politica ed un accurato controllo fiscale. A causa di ciò si dimise nel 1782 sotto le pressioni dei boiari.
Divenuto per breve tempo ospodaro di Moldavia nel 1786, fu di nuovo ospodaro di Valacchia dal 1796 al 1797.
Fu membro della Massoneria.